# Aleuria aurantia
Aleuria aurantia es un hongo de la familia Pyronemataceae caracterizado por su color anaranjado de tonos muy vivos y llamativos, con una copa de entre 3 a 8 centímetros de diámetro. sus esporas son de forma elipsoidal con posibilidad de morfología fusiforme, reticuladas, con dimensiones de 13-23 x 6-11 micrómetros. su morfología externa puede llevar a confusiones con otra especie, la Melastiza chateri.

## Hábitat
Es una especie preferentemente otoñal, si bien puede verse en primaveras tempranas muy húmedas o más esporádicamente en inviernos tempranos con alto nivel de humedad pero sin temperaturas muy frías. Gusta de hábitats de bosques de coníferas como pinares, y bosques de caducifolios aunque menos frecuente. 

## Comestibilidad
Se puede comer hervida o cruda, pero su sabor no es muy apreciable.
- Datos: Q1251715
- Multimedia: Aleuria aurantia / Q1251715
- Especies: Aleuria aurantia